# Richie Berrington
Richard Douglas Berrington (bekannt als Richie Berrington; * 3. April 1987 in Pretoria, Südafrika) ist ein schottischer Cricketspieler, der seit 2007 für die schottische Nationalmannschaft spielt und seit 2022 ihr Kapitän ist.

## Kindheit und Ausbildung
Geboren in Südafrika zog er schon früh mit seiner Familie nach Schottland. Dort drang er schnell in die U15-Nationalmannschaft vor und stieg vorzeitig in die U19-Mannschaft auf die an der ICC U19-Cricket-Weltmeisterschaft 2006 teilnahm. Im Rahmen der ICC Europa Akademie reiste er im Jahr 2008 nach Indien.

## Aktive Karriere

### Anfänge in der Nationalmannschaft
Nachdem er gute Leistungen in der schottischen A-Nationalmannschaft gezeigt hatte, gab er sein ODI-Debüt bei einem heimischen Drei-Nationen-Turnier gegen Irland im Sommer 2008. Sein Debüt im Twenty20-Cricket folgte einen Monat später beim ICC World Twenty20 Qualifier 2008. Nachdem sich dort die Mannschaft für die Endrunde qualifizierte, er wurde dann für den ICC World Twenty20 2009 nominiert, kam dort jedoch nicht zum Einsatz. Im März 2010 er einen zentralen Vertrag mit dem schottischen Verband. In der Folge gelang ihm im Juli 2010 in den Niederlanden sein erstes ODI-Fifty über 84 Runs. Ein weiteres erzielte er gegen Kanada (67 Runs) im Rahmen der ICC World Cricket League Division One 2010. Bei einem heimischen Drei-Nationen-Turnier im Juli 2011 erzielte er ein Half-Century über 56 Runs gegen Irland. Ein Jahr später konnte er in einem Twenty20 gegen Bangladesch mit 100 Runs aus 58 Bällen sein erstes Century erzielen und ermöglichte so als Spieler des Spiels den ersten Sieg Schottlands gegen eine Test-Nation. Im März 2013 traf er im Rahmen der ICC World Cricket League Championship auf Afghanistan, wo er 51 Runs erzielen konnte. Beim ICC Cricket World Cup Qualifier 2014 half er mit einem Fifty über 63 Runs im Finale gegen die Vereinigten Arabischen Emirate den Turniersieg zu sichern. Zum Ende des Sommers erzielte er ein weiteres Century über 101* Runs aus 126 Bällen bei der ODI-Serie in Irland.
In der Vorbereitung für die Weltmeisterschaft erzielte er ein Fifty über 62 Runs gegen Afghanistan bei einem Drei-Nationen-Turnier in den Vereinigten Arabischen Emiraten. Beim Cricket World Cup 2015 konnte er dann 50 Runs gegen Neuseeland und 4 Wickets für 40 Runs gegen Afghanistan erreichen. Im Januar 2016 tourte das schottische Team in Hongkong erzielte er im zweiten Twenty20 3 Wickets für 22 Runs. Seine beste Leistung beim ICC World Twenty20 2016 waren dann 36 Runs gegen Simbabwe. Im Januar 2017 bestritt er ein Twenty20-Drei-Nationen-Turnier in den Vereinigten Arabischen Emiraten und erzielte dort ein Fifty über 60* Runs. Im darauf folgenden ODI-Drei-Nationen-Turnier an gleicher Stelle erreichte er gegen den Gastgeber 50 Runs. Im Oktober 2017 konnte er während der ICC World Cricket League Championship 2015–17 in Papua-Neuguinea ein Fifty über 54 Runs erzielen. Im Januar 2018 kam es abermals zu einem Drei-Nationen-Turnier in den Vereinigten Arabischen Emiraten und ihm gelangen 90 Runs gegen den Gastgeber. Beim darauf folgenden ICC Cricket World Cup Qualifier 2018 erzielte er gegen Afghanistan in der Vorrunde ein Fifty über 67 Runs und drei Wickets (3/42).

### Aufstieg zum Kapitän
Im Sommer 2018 erreichte er bei einem Twenty20-Drei-Nationen-Turnier in den Niederlanden ein Fifty über 64* Runs gegen den Gastgeber. Im Sommer 2019 erzielte er bei heimischen Drei-Nationen-Turnier gegen Oman (68 Runs) und Papua-Neuguinea (81 Runs) je ein weiteres Fifty. Im September folgte ein weiteres (76 Runs) bei einem Drei-Nationen-Turnier in Irland gegen den Gastgeber. Beim ICC T20 World Cup Qualifier 2019 wurde er mit 3 Wickets für 17 Runs als Bowler gegen Kenianische Cricket-Nationalmannschaft als Spieler des Spiels ausgezeichnet. Im September 2021 erzielte er gegen Simbabwe ein Fifty über 82* Runs und ermöglichte so den Sieg. Daran schloss sich ein Drei-Nationen-Turnier in Oman an, bei dem ihm ein Fifty über 97 Runs gegen den Gastgeber gelang. In der Vorbereitung zur folgenden Weltmeisterschaft konnte er ein Fifty (61 Runs) gegen Namibia erreichen. Beim ICC Men’s T20 World Cup 2021 konnte er zunächst in der Vorrunde gegen Papua-Neuguinea 70 Runs erzielen und wurde dafür als Spieler des Spiels ausgezeichnet. In der Super-12-Runde erzielte er dann ein weiteres Fifty über 54* Runs gegen Pakistan, was jedoch nicht zum Sieg reichte.
Im April 2022 erzielte er bei einem Drei-Nationen-Turnier gegen Papua-Neuguinea erst ein Century (114 Runs aus 127 Bällen) und dann ein Fifty (56 Runs) und dann gegen den Oman ein weiteres Fifty (73 Runs). Ein weiteres Century über 107* Runs aus 90 Bällen erfolgte dann bei einem Drei-Nationen-Turnier in den Vereinigten Staaten gegen den Gastgeber. Daraufhin wurde er als Kapitän des schottischen Teams ernannt. Als solcher führte er das Team zum ICC Men’s T20 World Cup 2022, wo seine beste Leistung 37 Runs gegen Irland war. Im Sommer 2023 konnte er beim ICC Cricket World Cup Qualifier 2023 gegen die Vereinigten Arabischen Emiraten ein Century über 127 Runs aus 136 Bällen erreichen und wurde als Spieler des Spiels ausgezeichnet. Beim entscheidenden Spiel gegen die Niederlande erzielte er zwar ein Fifty über 64 Runs, was jedoch nicht zum Sieg und damit zur Weltmeisterschaftsqualifikation ausreichte. In der Europaqualifikation für die kommende Twenty20-Weltmeisterschaft galgen ihm je ein Fifty gegen Deutschland (60 Runs), Dänemark (60) und im Finale gegen Irland (54 Runs), womit er als Spieler des Turniers ausgezeichnet wurde. Er führte dann das Team zum ICC Men’s T20 World Cup 2024, bei der er unter anderem 47* Runs gegen Namibia erzielte, jedoch knapp die Super-8-Runde verpasste.